# Анет, Бобби
Чарльз Роберт «Бобби» Анет (англ. Charles Robert "Bobby" Anet; 11 августа 1917, Астория, Орегон, США — 25 июля 1981, Лейк-Осуэго, Орегон, США) — американский баскетболист, запомнившийся по выступлениям на студенческом уровне. Играл на позиции разыгрывающего защитника. Чемпион Национальной ассоциации студенческого спорта (NCAA) сезона 1938/1939 годов.

## Ранние годы
Бобби Анет родился 11 августа 1917 года в городе Астория (штат Орегон), учился в одноимённой школе Астория, где играл за местную баскетбольную команду, в составе которой под руководством Джон Уоррена выиграл два чемпионских титула некоммерческой организации Oregon School Activities Association (OSAA) (1934—1935).
В 1935 году Джон Уоррен в качестве ассистента главного тренера, Ховарда Хобсона, заключил соглашение со студенческой командой «Орегон Уэбфутс», куда пригласил своих бывших подопечных, Анета и Уолли Йохансена.

## Студенческая карьера
В 1939 году закончил Орегонский университет, где в течение трёх лет играл за «Орегон Уэбфутс», в которой провёл успешную карьеру, будучи последние два сезона капитаном команды. Анет был самым маленьким игроком команды, всего 173 см, однако про него писали, что он имел самое большое сердце. При нём «Уэбфутс» три раза выигрывали регулярный чемпионат конференции Pacific Coast (1937—1939), а также один раз выходили в плей-офф студенческого чемпионата США (1939).
В 1939 году «Орегон Уэбфутс» стали чемпионами Национальной ассоциации студенческого спорта (NCAA). 20 марта они вышли в финал четырёх турнира NCAA (англ. Final Four), где сначала в полуфинальном матче, 21 марта, обыграли команду Джимми Макнэтта «Оклахома Сунерс» со счётом 55—37, в котором Анет стал пятым по результативности игроком своей команды, набрав 6 очков, а затем в финальной игре, 27 марта, обыграли команду Джимми Халла «Огайо Стэйт Бакайс» со счётом 46—33, в которой Анет наряду с Лореном Гейлом стал вторым по результативности игроком своей команды, набрав по 10 очков.
Помимо этого Анет запомнился тем, что во время финала умудрился сломать трофей чемпионата, случайно перевернув его, пытаясь выиграть розыгрыш свободного мяча. Восстановление повреждённого кубка обошлось NCAA в 2531 доллар США, к тому же оно стало наиболее запомнившимся событием турнира за всю его историю.
По окончании победного сезона Бобби Анет был включён во вторую всеамериканскую сборную NCAA. Помимо этого в 1980 году он был включён в Спортивный зал славы Орегона, а в 1996 году в Баскетбольный Зал Славы Орегонского университета, кроме того свитер с номером 20, под которым он выступал, был закреплён за ним и выведен из употребления.

## Смерть
Бобби Анет умер 25 июля 1981 года на 64-м году жизни в городе Лейк-Осуэго (штат Орегон).